# František Mráz (politik)
František Mráz (25. února 1906 Vracov - ???) byl český a československý politik, poválečný poslanec Prozatímního a Ústavodárného Národního shromáždění a Národního shromáždění republiky Československé za Komunistickou stranu Československa.

## Biografie
V mládí byl členem Dělnické tělocvičné jednoty a sociálně demokratické mládeže. Později vstoupil do KSČ. Za první republiky byl aktivním komunistou na Hodonínsku. Působil jako redaktor listů Slovácko a Dělnická rovnost. Byl tajemníkem slovácké župy proletářské tělovýchovy. Organizoval pochody a stávky. Za druhé světové války se podílel na odboji, byl členem ilegálního krajského vedení komunistické strany. Byl vězněn v koncentračních táborech Dachau a Buchenwald. V roce 1946 je uváděn jako stavitelský asistent, tajemník Krajského výboru KSČ a člen Okresního národního výboru. Na VIII. sjezdu KSČ byl zvolen do Ústředního výboru Komunistické strany Československa. Od roku 1949 do roku 1950 byl předsedou Krajského výboru KSČ v Gottwaldově.
V letech 1945-1946 byl poslancem Prozatímního Národního shromáždění za KSČ. Po parlamentních volbách v roce 1946 usedl za komunisty do Ústavodárného Národního shromáždění a po parlamentních volbách v roce 1948 byl zvolen ve volebním kraji Zlín do Národního shromáždění. Mandát získal i v parlamentních volbách v roce 1954. V parlamentu setrval do parlamentních voleb v roce 1960.
K roku 1951 se profesně uvádí jako provozní ředitel podniku Československé stavební závody, n. p.
K roku 1954 se profesně uvádí jako ředitel podniku Průmstav Vsetín.